# ادموند اچ. فیشر
ادموند اچ. فیشر (انگلیسی: Edmond H. Fischer؛ زاده ۶ آوریل ۱۹۲۰ – درگذشته ۲۷ اوت ۲۰۲۱) یک زیست‌شیمیدان اهل سوئیس بود. وی به همراه همکارش ادوین جی. کربس، برندگان جایزه نوبل فیزیولوژی و پزشکی سال ۱۹۹۲ میلادی بودند. او از سال ۲۰۰۷ تا سال ۲۰۱۴ میلادی، رئیس افتخاری انجمن فرهنگ جهانی بود.